# هارادا نائوماسا
هارادا نائوماسا (به ژاپنی: 原田 直政 Harada Naomasa);(– ۳۰ مهٔ ۱۵۷۶) یک سامورایی اهل ژاپن و از ملازمان خاندان اودا بود. هارادا نائوکو خواهر کوچکتر وی و زن غیراصلی اودا نوبوناگا و مادر بزرگ‌ترین فرزند نوبوناگا بنام اودا نوبوماسا (تولد ۴ ژوئن ۱۵۵۴–مرگ ۲۱ دسامبر ۱۶۴۷ میلادی) بود.